# Vigorosos Guerreiros Estudantis Birmaneses

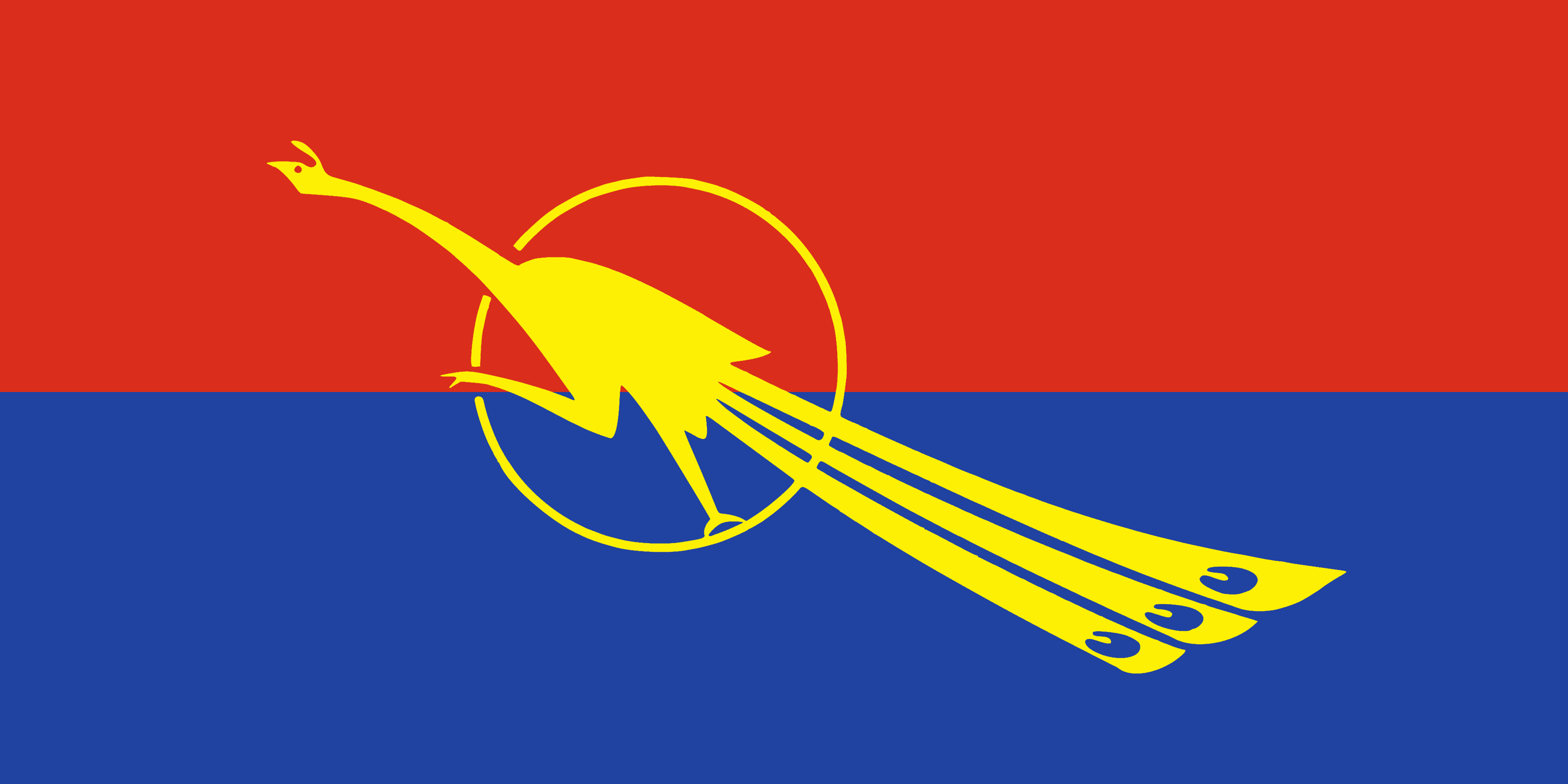
Bandeira dos Vigorosos Guerreiros Estudantis Birmaneses.

Os Vigorosos Guerreiros Estudantis Birmaneses (birmanês:  မြန်မာ ကျောင်းသား စစ်သည်တော်များ အဖွဲ့) foi um grupo armado em Myanmar (Birmânia), formado por estudantes após a Revolta 8888, em oposição à junta militar governante da época. 
O grupo foi classificado (mas não oficialmente listado) como uma organização terrorista pelo governo birmanês, após ganharem notoriedade invadindo e mantendo reféns na embaixada birmanesa em Bangcoc, Tailândia, em outubro de 1999. 

## História
Após a eleição geral de 1990, não reconhecida e reprimida pela recém-formada junta militar, muitos estudantes que participaram da Revolta 8888 fugiram do país e partiram para a vizinha Tailândia. Em agosto de 1999, o grupo Vigorosos Guerreiros Estudantis Birmaneses foi formado como um grupo armado de oposição, que se diferenciava de grupos como a Frente Democrática dos Estudantes de Toda a Birmânia, que originalmente buscava a democracia por meio de manifestações pacíficas.
Em 1 de outubro de 1999, um grupo de cinco membros invadiu o consulado birmanês em Bangcoc e manteve 89 pessoas como reféns. O grupo exigiu a abertura de negociações entre a Liga Nacional para a Democracia e a junta militar, e que um novo Hluttaw (parlamento nacional) fosse convocado com base nos resultados das eleições de 1990. No entanto, o grupo logo abrandou suas exigências e começou a libertar reféns, e o governo tailandês acabou por escoltar os membros do Vigorosos Guerreiros Estudantis Birmaneses de helicóptero para a fronteira entre a Tailândia e Myanmar. 
Apesar de apoiar abertamente o movimento pela democracia em Myanmar, líderes do movimento como Aung San Suu Kyi, a presidente da Liga Nacional para a Democracia, condenaram o grupo e seu uso da violência para alcançar seus objetivos. 